# Pažeimenė (przystanek kolejowy)
Pažeimenė – przystanek kolejowy w miejscowości Podmera, w rejonie święciańskim, na Litwie. Leży na linii dawnej Kolei Warszawsko-Petersburskiej.
Przystanek istniał przed II wojną światową. Nosił wówczas nazwę Pohulanka.